# محمد رسلاله
محمد رسلاله (انگلیسی: Moha Rharsalla؛ زادهٔ ۱۵ سپتامبر ۱۹۹۳) بازیکن فوتبال اهل مراکش است.
وی همچنین در تیم‌های ملی فوتبال زیر ۲۳ سال مراکش و مراکش بازی کرده‌است.